# Przełęcz Tende

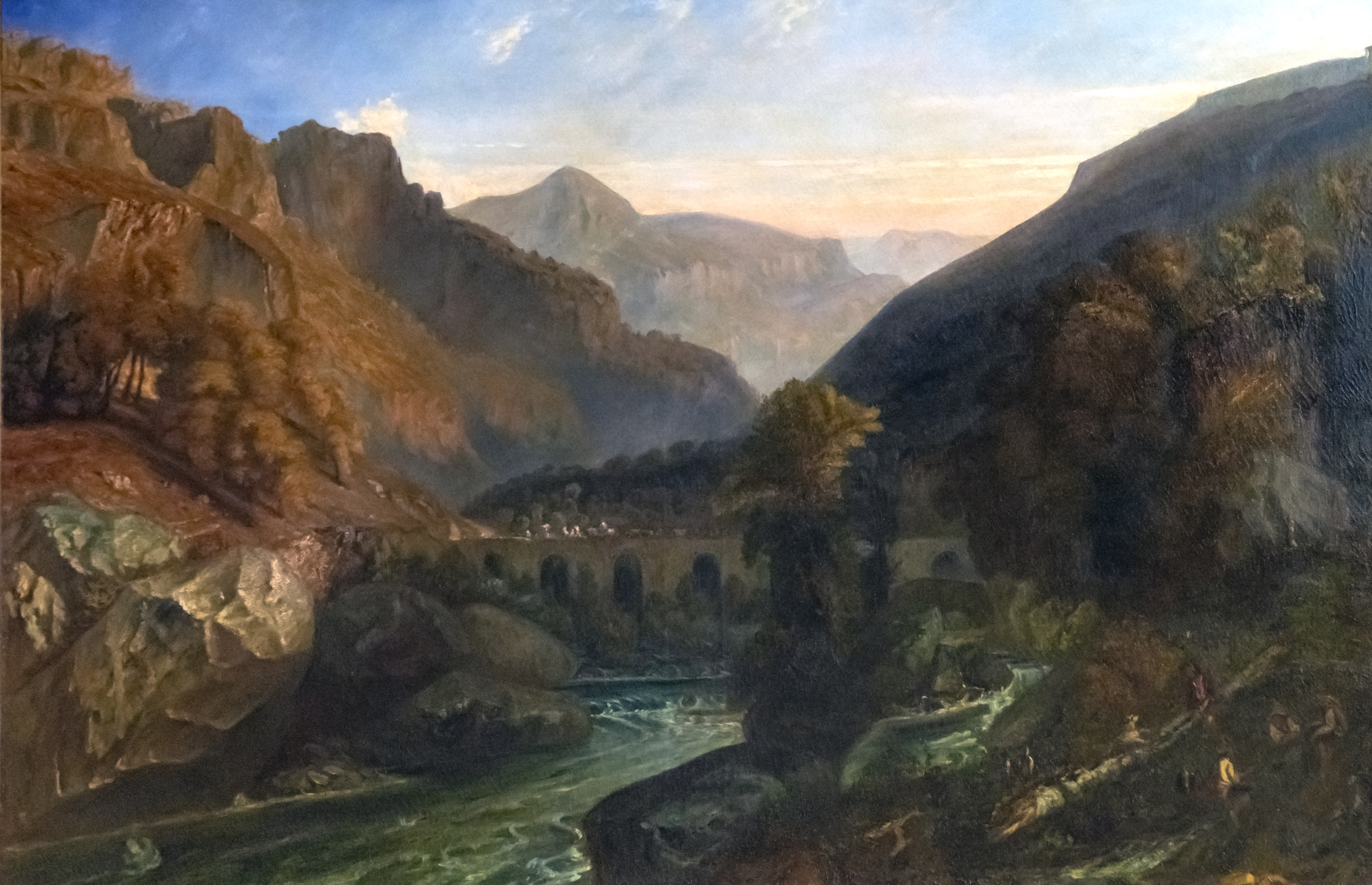
Widok z okolic przełęczy Tende - Paul Huet 1849 r.

Przełęcz Tende (fr. Col de Tende, wł. Colle di Tenda) – przełęcz na wysokości 1871 m n.p.m., na granicy Francji i Włoch. Równoleżnikowo oddziela Alpy Liguryjskie od Alp Nadmorskich. Od północnej strony opada spod niej dolina rzeki Vermenagna w regionie Piemont, od południowej - dolina rzeki Roya w regionie Prowansja-Alpy-Lazurowe Wybrzeże.
Przez długi czas przełęcz występowała jako col de la Corne (łac. Corneum) wzmiankowane było już w 906 r.). Nazwa obecna zaczęła się upowszechniać dopiero w XIX w..

## Historia
Szlak przez przełęcz, łączący wybrzeże Morza Śródziemnego przez dolinę rzeki Roya z doliną Padu, znany był już w starożytności. Od średniowiecza była to ruchliwa droga, którą przemierzały karawany zwierząt jucznych, niosących głównie śródziemnomorską sól do Piemontu. W XVI w. wielokrotnie przemierzały ją armie cesarskie, francuskie, sabaudzkie i in. Pod koniec tego wieku drogę poszerzono do tego stopnia, że stała się dostępna w ograniczonym zakresie dla ruchu kołowego (głównie dla rozwijającej się artylerii). W 1614 r. książę Sabaudii i Piemontu Karol Emanuel I Wielki podjął próbę wydrążenia pierwszego tunelu pod siodłem przełęczy, pozwalającego ominąć najwyższy fragment drogi, zarzuconą wszakże wkrótce ze względu na brak środków zarówno finansowych jak i technicznych (ślady widoczne do dziś po stronie włoskiej na wysokości ok. 1750 m n.p.m. - tzw. "galeria Napoleona"). Kolejnym okresem licznego korzystania z drogi przez przełęcz przez oddziały wojskowe był wiek XVIII w czasach wojny o sukcesję hiszpańską czy wojny o sukcesję polską. 
Praktycznie cały transport ludzi i towarów odbywał się wówczas na grzbietach wierzchowców i jucznych zwierząt. Jednostką obrachunkową ładowanych towarów był rub, liczący 9,225 kg. Ocenia się, że ok. 1780 r. każdego roku doliną Roya i przez przełęcz Tende do Cuneo przechodziło ok. 30 tys. mułów, transportujących 600 tys. rubs (czyli ponad 5500 ton) śródziemnomorskiej soli, a także kolejne 16 tys. zwierząt z 320 tys. rubs (blisko 3 tys. ton) innych towarów. Dopiero w 1782 r. Wiktor Amadeusz II Sabaudzki przebudował kamienisty szlak przez przełęcz w przyzwoitą drogę jezdną, dostępną dla dyliżansów, która zintensyfikowała ruch na trasie Nicea - Cuneo.
W pierwszej połowie lat 80. XIX w. w rejonie przełęczy powstał włoski system obronny, skierowany przeciwko Francji, składający się z sześciu fortów:
- Fort Central (1920 m n.p.m., położony nad samą przełęczą);

- Fort de la Marguerie (1842 m n.p.m.);

- Fort Tabourde (1970 m n.p.m.);

- Fort Pernante (2017 m n.p.m.);

- Fort de Giaure (2254 m n.p.m.);

- Fort Pépin (2260 m n.p.m.).

We wrześniu 1947 r. wejście w życie pokoju paryskiego spowodowało przesunięcie granicy francusko-włoskiej na północ w taki sposób, że sama przełęcz wraz z dawnymi fortami znalazła się w granicach Francji.
Tunel drogowy pod przełęczą o długości 3 172 m oddano do użytku w 1882 r. Od wlotu po stronie włoskiej na wysokości 1 321 m n.p.m. opada w kierunku wlotu po stronie francuskiej na wysokości 1 280 m n.p.m. Droga jest częścią trasy E74, oznaczona jako włoska droga krajowa SS20 i francuska droga departamentalna D6204 (do 2005 jako krajowa N204). Aktualnie (2019 r.) trwa budowa drugiej nitki tunelu.
Tunel kolejowy o długości 8 099 m drążono przez 8 lat i oddano do użytku w roku 1898. Od wlotu po stronie włoskiej na wysokości 1 032 m n.p.m. wznosi się do wysokości 1 040 m n.p.m., po czym opada w kierunku wlotu po stronie francuskiej na wysokości 989 m n.p.m.

## Galeria

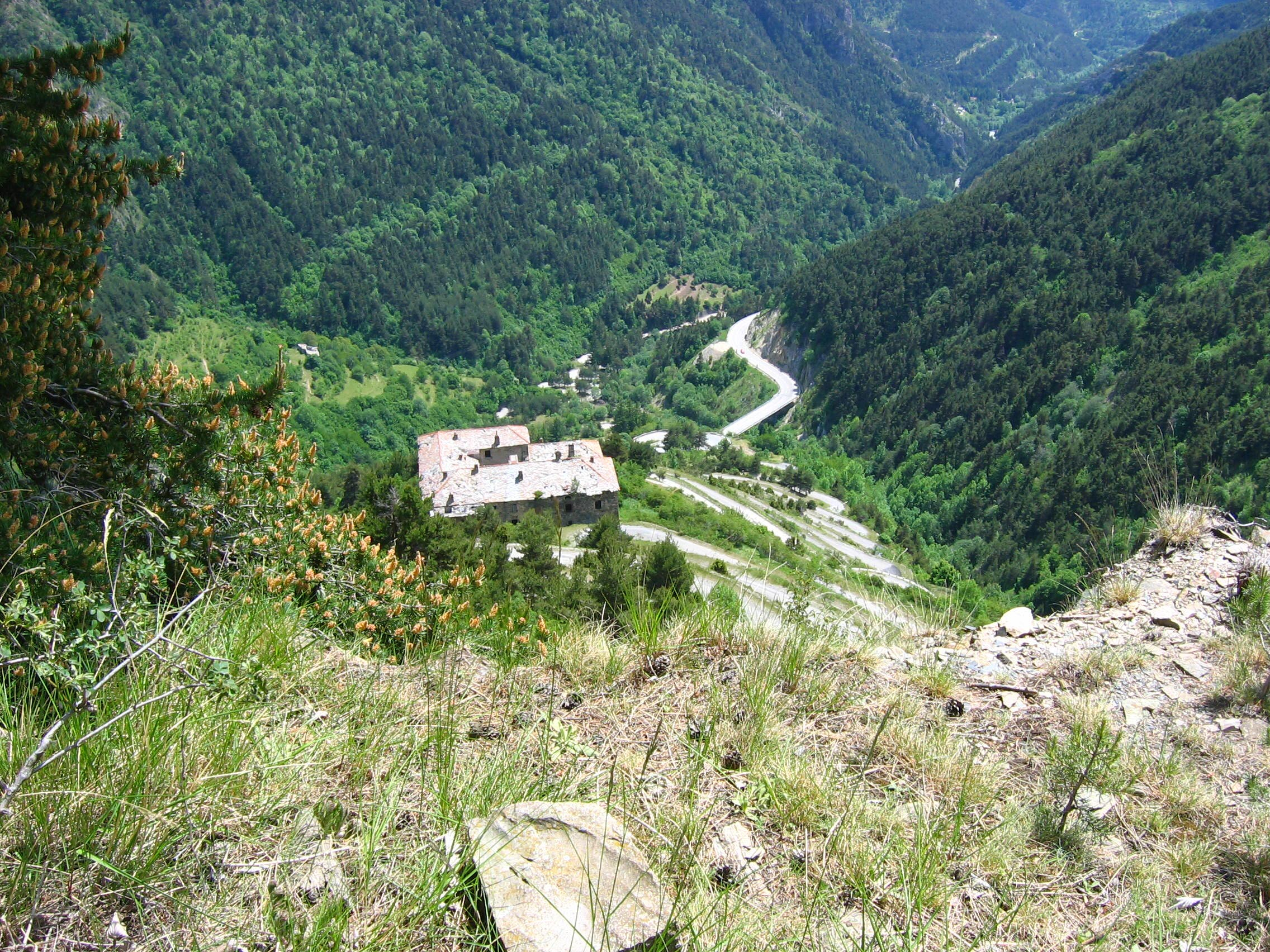
Widok w kierunku południowym, na stronę francuską
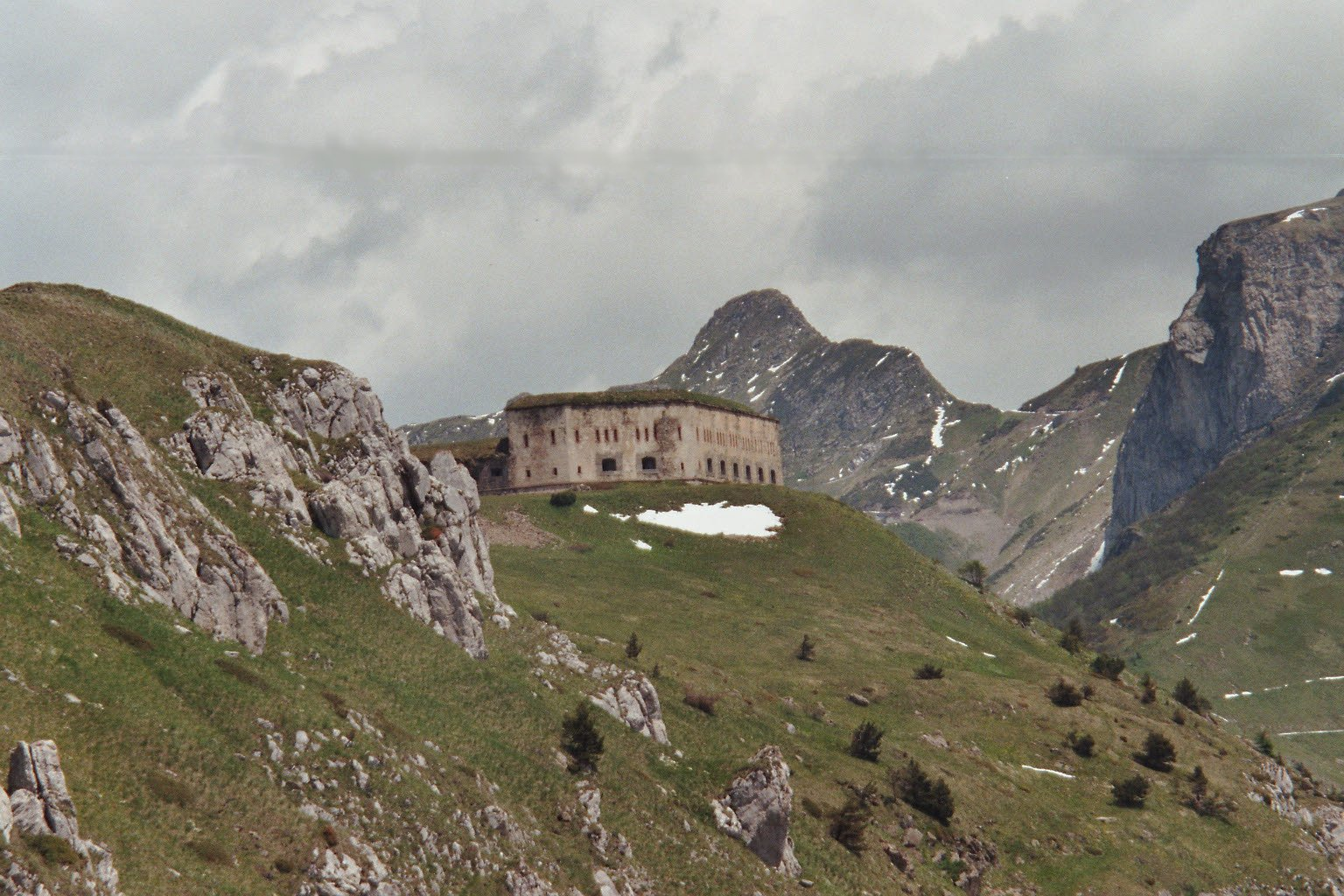
Fort Centralny
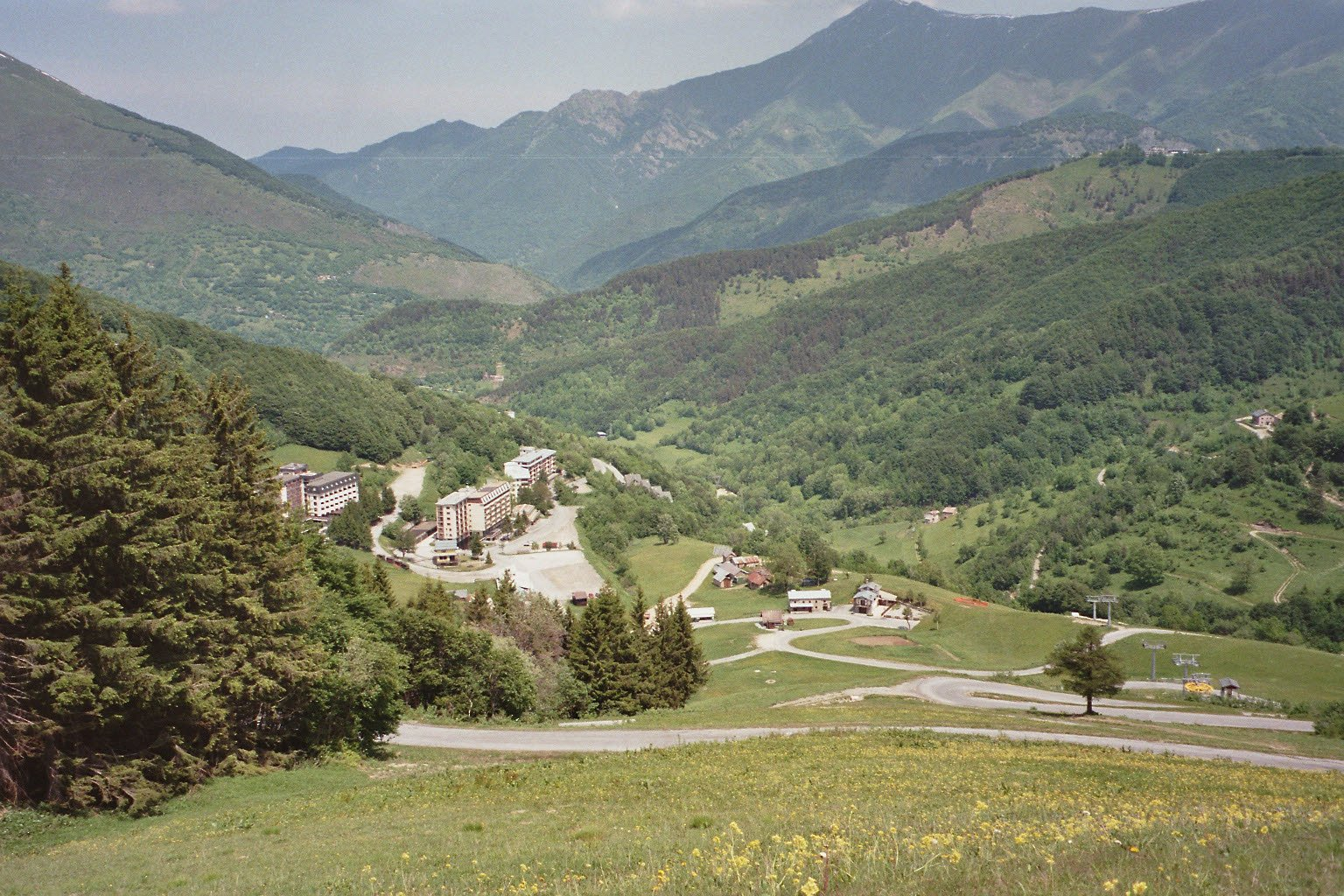
Widok w kierunku północnym, na stronę włoską